# Cementiri de la Secuita
Cementiri de la Secuita és una obra de la Secuita (Tarragonès) inclosa a l'Inventari del Patrimoni Arquitectònic de Catalunya.

## Descripció
És un cementiri similar al de Perafort, però més senzill. Cal destacar-ne la capella central, de dimensions més grans, obra de l'arquitecte Ramon Salas, de caràcter neogòtic. La façana principal té una porta allandada amb una columna coríntia a banda i banda, sobre un sòcol que rodeja l'edifici; aquestes columnes aguanten una llinda sobre la qual hi ha un timpà d'arc apuntat amb una escultura a l'interior. Resseguint l'arc, a una certa distància, hi ha una motllura amb els extrem esculpits i, tocant el vèrtex, s'obre una petita rosassa romboïdal. A la part superior hi ha un fris i, al centre, hi ha una creu.

## Història
L'antic cementiri de la Secuita era al costat de l'església; quan aquesta fou ampliada a començaments del segle xviii, es parlà de traslladar el cementiri perquè era massa petit, fet que es produí el 1783. El nou cementiri fou situat a l'actual plaça de la Font, i es beneí el 22 de febrer de 1784. Funcionà 130 anys, fins que per raons sanitàries, fonamentalment, es decidí traslladar-lo a l'actual emplaçament. Les obres del nou cementiri s'iniciaren el 1914 i es beneí el 1916.